# Јонатан Ерлих
Јонатан Ерлих (енгл. Jonathan Erlich; рођен 5. априла 1977) бивши је израелски тенисер, који је наступао у конкуренцији парова. Најбољи пласман на АТП листи је забележио у јулу 2008. када је заузимао 5. место.

## Каријера
Рођен је у Буенос Ајресу, Аргентина. Преселио се у Хаифу кад је имао годину дана, живи у Тел Авиву и такмичи се под заставом Израела. Почео је да игра тенис када је имао три године, први турнир одиграо у узрасту од седам година. Професионалац је постао 1996. године.
Највеће успехе је остварио у конкуренцији парова. Већину титула је освојио у пару са сународником Андијем Рамом, укупно осамнаест, од тога једну гренд слем титулу 2008. на Отвореном првенству Аустралије. Године 2010. заједно са српским тенисером Новаком Ђоковићем је освојио турнир у Квинсу, интересантно да је то једина титула коју је Ђоковић освојио до сада у конкуренцији парова.
Ерлих је навијач фудбалског тима Макаби Хаифа.

## Гренд слем финала

### Парови: 1 (1:0)
| Исход    | Бр. | Година | Турнир        | Подлога | Партнер  | Противници               | Резултат      |
| -------- | --- | ------ | ------------- | ------- | -------- | ------------------------ | ------------- |
| Победник | 1.  | 2008.  | ОП Аустралије | Тврда   | Анди Рам | Арно Клеман Микаел Љодра | 7:5, 7:6(7:4) |

## Финала АТП мастерс 1000 серије

### Парови: 6 (2:4)
| Исход     | Бр. | Година | Турнир       | Подлога | Партнер  | Противници                   | Резултат              |
| --------- | --- | ------ | ------------ | ------- | -------- | ---------------------------- | --------------------- |
| Финалиста | 1.  | 2005.  | Монтреал     | Тврда   | Анди Рам | Вејн Блек Кевин Улијет       | 7:6(7:5), 3:6, 0:6    |
| Финалиста | 2.  | 2006.  | Рим          | Шљака   | Анди Рам | Марк Ноулс Данијел Нестор    | 4:6, 7:5, [11:13]     |
| Финалиста | 3.  | 2007.  | Индијан Велс | Тврда   | Анди Рам | Мартин Дам Леандер Паес      | 4:6, 4:6              |
| Победник  | 1.  | 2007.  | Синсинати    | Тврда   | Анди Рам | Боб Брајан Мајк Брајан       | 4:6, 6:3, [13:11]     |
| Победник  | 2.  | 2008.  | Индијан Велс | Тврда   | Анди Рам | Данијел Нестор Ненад Зимоњић | 6:4, 6:4              |
| Финалиста | 4.  | 2008.  | Синсинати    | Тврда   | Анди Рам | Боб Брајан Мајк Брајан       | 6:4, 6:7(2:7), [7:10] |

## АТП финала

### Парови: 45 (22:23)
| Легенда                        |
| ------------------------------ |
| Гренд слем турнири (1:0)       |
| Завршно првенство сезоне (0:0) |
| АТП мастерс 1000 (2:4)         |
| АТП 500 (1:3)                  |
| АТП 250 (18:16)                |

| Финала по подлози |
| ----------------- |
| Тврда (11:20)     |
| Шљака (2:1)       |
| Трава (7:2)       |
| Тепих (2:0)       |

| Финала по локацији |
| ------------------ |
| Отворено (17:15)   |
| Дворана (5:8)      |

| Исход     | Бр. | Датум               | Турнир                         | Подлога   | Партнер             | Противници                               | Резултат               |
| --------- | --- | ------------------- | ------------------------------ | --------- | ------------------- | ---------------------------------------- | ---------------------- |
| Победник  | 1.  | 16. јул 2000.       | Њупорт, САД                    | Трава     | Харел Леви          | Кајл Спенсер Мич Спренгелмајер           | 7:6(7:2), 7:5          |
| Победник  | 2.  | 28. септембар 2003. | Бангкок, Тајланд               | Тврда (д) | Анди Рам            | Ендру Крацман Јарко Нијеминен            | 6:3, 7:6(7:4)          |
| Победник  | 3.  | 12. октобар 2003.   | Лион, Француска                | Тепих (д) | Анди Рам            | Жилијен Бенето Никола Маи                | 6:1, 6:3               |
| Финалиста | 1.  | 11. јануар 2004.    | Ченај, Индија                  | Тврда     | Анди Рам            | Рафаел Надал Томи Робредо                | 6:7(3:7), 6:4, 3:6     |
| Финалиста | 2.  | 22. фебруар 2004.   | Ротердам, Холандија            | Тврда (д) | Анди Рам            | Пол Хенли Радек Штјепанек                | 7:5, 6:7(5:7), 5:7     |
| Победник  | 4.  | 10. октобар 2004.   | Лион, Француска (2)            | Тепих (д) | Анди Рам            | Јонас Бјеркман Радек Штјепанек           | 7:6(7:2), 6:2          |
| Победник  | 5.  | 20. фебруар 2005.   | Ротердам, Холандија            | Тврда (д) | Анди Рам            | Кирил Сук Павел Визнер                   | 6:4, 4:6, 6:3          |
| Победник  | 6.  | 18. јун 2005.       | Нотингем, Велика Британија     | Трава     | Анди Рам            | Симон Аспелин Тод Пери                   | 4:6, 6:3, 7:5          |
| Финалиста | 3.  | 1. август 2005.     | Лос Анђелес, САД               | Тврда     | Анди Рам            | Рик Лич Брајан Мекфи                     | 3:6, 4:6               |
| Финалиста | 4.  | 14. август 2005.    | Монтреал, Канада               | Тврда     | Анди Рам            | Вејн Блек Кевин Улијет                   | 7:6(7:5), 3:6, 0:6     |
| Финалиста | 5.  | 2. октобар 2005.    | Бангкок, Тајланд               | Тврда (д) | Анди Рам            | Пол Хенли Леандер Паес                   | 6:5(7:5), 1:6, 2:6     |
| Финалиста | 6.  | 16. октобар 2005.   | Беч, Аустрија                  | Тврда (д) | Анди Рам            | Марк Ноулс Данијел Нестор                | 3:5, 4:5(2:7)          |
| Победник  | 7.  | 8. јануар 2006.     | Аделејд, Аустралија            | Тврда     | Анди Рам            | Пол Хенли Кевин Улијет                   | 7:6(7:4), 7:6(12:10)   |
| Финалиста | 7.  | 26. фебруар 2006.   | Ротердам, Холандија (2)        | Тврда (д) | Анди Рам            | Пол Хенли Кевин Улијет                   | 6:7(4:7), 6:7(2:7)     |
| Финалиста | 8.  | 14. мај 2006.       | Рим, Италија                   | Шљака     | Анди Рам            | Марк Ноулс Данијел Нестор                | 4:6, 7:5, [11:13]      |
| Победник  | 8.  | 24. јун 2006.       | Нотингем, Велика Британија (2) | Трава     | Анди Рам            | Игор Куњицин Дмитриј Турсунов            | 6:3, 6:2               |
| Победник  | 9.  | 26. август 2006.    | Њу Хејвен, САД                 | Тврда     | Анди Рам            | Маријуш Фирстенберг Марћин Матковски     | 6:3, 6:3               |
| Победник  | 10. | 1. октобар 2006.    | Бангкок, Тајланд (2)           | Тврда (д) | Анди Рам            | Енди Мари Џејми Мари                     | 6:2, 2:6, [10:4]       |
| Финалиста | 9.  | 4. март 2007.       | Лас Вегас, САД                 | Тврда     | Анди Рам            | Боб Брајан Мајк Брајан                   | 6:7(6:8), 2:6          |
| Финалиста | 10. | 19. март 2007.      | Индијан Велс, САД              | Тврда     | Анди Рам            | Мартин Дам Леандер Паес                  | 4:6, 4:6               |
| Финалиста | 11. | 5. август 2007.     | Вашингтон, САД                 | Тврда     | Анди Рам            | Боб Брајан Мајк Брајан                   | 6:7(5:7), 6:3, [7:10]  |
| Победник  | 11. | 19. август 2007.    | Синсинати, САД                 | Тврда     | Анди Рам            | Боб Брајан Мајк Брајан                   | 4:6, 6:3, [13:11]      |
| Победник  | 12. | 26. јануар 2008.    | Мелбурн, Аустралија            | Тврда     | Анди Рам            | Арно Клеман Микаел Љодра                 | 7:5, 7:6(7:4)          |
| Победник  | 13. | 22. март 2008.      | Индијан Велс, САД              | Тврда     | Анди Рам            | Данијел Нестор Ненад Зимоњић             | 6:4, 6:4               |
| Финалиста | 12. | 3. август 2008.     | Синсинати, САД                 | Тврда     | Анди Рам            | Боб Брајан Мајк Брајан                   | 6:4, 6:7(2:7), [7:10]  |
| Победник  | 14. | 13. јун 2010.       | Лондон, Велика Британија       | Трава     | Новак Ђоковић       | Карол Бек Давид Шкох                     | 6:7(6:8), 6:2, [10:3]  |
| Финалиста | 13. | 3. октобар 2010.    | Бангкок, Тајланд (2)           | Тврда (д) | Јирген Мелцер       | Кристофер Кас Виктор Троицки             | 4:6, 4:6               |
| Победник  | 15. | 19. јун 2011.       | Истборн, Велика Британија      | Трава     | Анди Рам            | Григор Димитров Андреас Сепи             | 6:3, 6:3               |
| Победник  | 16. | 27. август 2011.    | Винстон-Сејлем, САД            | Тврда     | Анди Рам            | Кристофер Кас Александар Пеја            | 7:6(7:2), 6:4          |
| Финалиста | 14. | 8. јануар 2012.     | Ченај, Индија (2)              | Тврда     | Анди Рам            | Леандер Паес Јанко Типсаревић            | 4:6, 4:6               |
| Победник  | 17. | 6. мај 2012.        | Београд, Србија                | Шљака     | Анди Рам            | Мартин Емрих Андреас Силјестрем          | 4:6, 6:2, [10:6]       |
| Финалиста | 15. | 16. јун 2013.       | Хале, Немачка                  | Трава     | Данијеле Брачали    | Сантијаго Гонзалез Скот Липски           | 2:6, 6:7(3:7)          |
| Финалиста | 16. | 13. јул 2014.       | Њупорт, САД                    | Трава     | Раџив Рам           | Крис Гучиони Лејтон Хјуит                | 5:7, 4:6               |
| Победник  | 18. | 4. октобар 2015.    | Шенџен, Кина                   | Тврда     | Колин Флеминг       | Крис Гучиони Андре Са                    | 6:1, 6:7(3:7), [10:6]  |
| Финалиста | 17. | 21. фебруар 2016.   | Марсеј, Француска              | Тврда (д) | Колин Флеминг       | Мате Павић Мајкл Винус                   | 2:6, 3:6               |
| Финалиста | 18. | 14. август 2016.    | Лос Кабос, Мексико             | Тврда     | Кен Скупски         | Пурав Раџа Дивиџ Шаран                   | 6:7(4:7), 6:7(3:7)     |
| Финалиста | 19. | 14. јануар 2017.    | Окланд, Нови Зеланд            | Тврда     | Скот Липски         | Марћин Матковски Ајсам-ул-Хак Куреши     | 6:1, 2:6, [3:10]       |
| Победник  | 19. | 1. октобар 2017.    | Ченгду, Кина                   | Тврда     | Ајсам-ул-Хак Куреши | Маркус Данијел Марсело Демолинер         | 6:3, 7:6(7:3)          |
| Победник  | 20. | 21. јул 2018.       | Њупорт, САД (2)                | Трава     | Артјом Ситак        | Марсело Аревало Мигел Анхел Рејес-Варела | 6:1, 6:2               |
| Победник  | 21. | 29. јун 2019.       | Анталија, Турска               | Трава     | Артјом Ситак        | Иван Додиг Филип Полашек                 | 6:3, 6:4               |
| Финалиста | 20. | 29. септембар 2019. | Ченгду, Кина                   | Тврда     | Фабрис Мартен       | Никола Ћаћић Душан Лајовић               | 6:7(9:11), 6:3, [3:10] |
| Финалиста | 21. | 9. фебруар 2020.    | Пуна, Индија (3)               | Тврда     | Андреј Василевски   | Андре Горансон Кристофер Рунгкат         | 2:6, 6:3, [8:10]       |
| Финалиста | 22. | 28. фебруар 2021.   | Монпеље, Француска             | Тврда (д) | Андреј Василевски   | Хенри Континен Едуар Роже-Васелен        | 2:6, 5:7               |
| Победник  | 22. | 28. мај 2021.       | Београд, Србија                | Шљака     | Андреј Василевски   | Андре Горансон Рафаел Матос              | 6:4, 6:1               |
| Финалиста | 23. | 26. септембар 2021. | Нур Султан, Казахстан          | Тврда (д) | Андреј Василевски   | Сантијаго Гонзалез Андрес Молтени        | 1:6, 2:6               |